# ワンズトライン
ワンズトライン株式会社は、大阪府大阪市北区芝田に本社を置く日本の外食企業である。
「大衆酒場あげもんや」「元祖豚丼屋TONTON」「カルビ丼あらた」「BONTEMPS」「コプルポチャ」「九州博多とんこつラーメン元祖ふくやま」など20ブランド以上を全国に展開、FC店舗を含め100店舗以上を運営中。社名は「個の挑戦」一人一人がチャレンジできる会社にするという考えから名付けられた。

## 概要
2017年4月山内仁によって創業。2017年4月に大衆酒場あげもんや1号店を大阪市蒲生四丁目にオープン。
大阪に5店舗出店後全国にFC展開をスタートし15店舗まで拡大する。その間に次々とブランドを立ち上げるも2020年のコロナ禍を機に大衆酒場あげもんやの海外展開が白紙となる。ロックダウン期間中に山内仁が自宅で元祖豚丼屋TONTONのイメージを構築、2020年6月に元祖豚丼屋TONTONを新大阪・南船場に同時オープンさせる。その1年後にFC全国スタートし2年間で50店舗の出店を果たす。コロナ禍で新たな事業としデリバリー専門のバーチャルクッキングを立ち上げる。バーチャルクッキング専用ブランド20ブランドを発表し1年で全国156店舗に導入する。コロナが落ち着いた2022年に企業理念でもある「食の力で日本を元気に」を今一度考えようと食とエンタメフェス「ミライイ二」を立ち上げる。2023年韓国カフェBONTEMPSを日本に出店させる。

## 沿革
- 2017年（平成29年）
  - 4月
    - ワンズトライン株式会社設立[1][4]
    - 大衆酒場あげもんや 蒲生四丁目店オープン

  - 7月　大衆酒場あげもんや 兎我野町店オープン
  - 10月　三ツ寺キッチン アメリカ村店オープン
  - 11月　大衆酒場あげもんや 上本町店オープン

- 2018年（平成30年）
  - 4月　大衆酒場あげもんや 都島店オープン
  - 9月　九州屋台博多とんこつラーメン元祖ふくやま 新大阪店オープン
  - 10月　手作り弁当まんぷく 船越町店オープン

- 2019年（平成31年）
  - 1月
    - HI CHICKEN 南船場店オープン
    - フルーツサワー専門店Fizzy Standオープン

  - 4月　大衆酒場あげもんや 船場センタービル4号館店オープン
  - 9月　大阪テレビ主催YATAIフェス出店
  - 11月　大衆酒場あげもんや全国FC募集開始

- 2020年（令和2年）
  - 4月　すぎ乃オープン
  - 6月
    - 元祖豚丼屋TONTON 新大阪店オープン
    - 元祖豚丼屋TONTON 南船場店オープン
    - 三ツ寺キッチン 南船場オープン

  - 7月　大衆酒場あげもんや 西八王子店オープン（業態変更）
  - 8月　大衆酒場あげもんや 盛岡開運橋店オープン
  - 9月　大衆酒場あげもんや 四日市駅前店オープン（業態変更）
  - 10月　大衆酒場あげもんや 町屋駅前店オープン（閉店済）

- 2021年（令和3年）
  - 1月　元祖豚丼屋TONTON全国FC募集開始
  - 3月
    - 大衆酒場あげもんや 神田店オープン（閉店済）
    - デリバリー専門バーチャルクッキング事業立ち上げ　20ブランド発表

  - 4月　大衆酒場あげもんや 昭島店オープン（閉店済）
  - 6月
    - 元祖豚丼屋TONTON 大宮店オープン（移転）
    - 元祖豚丼屋TONTON 高石店オープン（業態変更）

  - 7月　大衆酒場あげもんや 雑色店オープン
  - 9月
    - 元祖豚丼屋TONTON 上新庄店オープン
    - 元祖豚丼屋TONTON 千間台店オープン

  - 10月
    - 元祖豚丼屋TONTON 矢向店オープン
    - 元祖豚丼屋TONTON 西葛西店オープン

  - 11月
    - 元祖豚丼屋TONTON 新開地店オープン
    - 元祖豚丼屋TONTON 西中島店オープン

  - 12月
    - 元祖豚丼屋TONTON 曙橋店オープン（
    - 元祖豚丼屋TONTON 駒川店オープン
    - 元祖豚丼屋TONTON 東向日店オープン
    - 元祖豚丼屋TONTON 与野本町店オープン
    - 元祖豚丼屋TONTON 郡山店オープン

- 2022年（令和4年）
  - 1月
    - 大衆酒場あげもんや 金山小町店オープン
    - 元祖豚丼屋TONTON 鶴賀店オープン

  - 2月
    - コプルポチャ 金山小町店オープン（業態変更）
    - バーチャルクッキング全国150店舗導入

  - 3月
    - 元祖豚丼屋TONTON 旗の台店オープン
    - 元祖豚丼屋TONTON 府中店オープン

  - 4月
    - 元祖豚丼屋TONTON 松山店オープン
    - 元祖豚丼屋TONTON 近大前店オープン
    - 元祖豚丼屋TONTON 長柄店オープン
    - 九州屋台博多とんこつラーメン元祖ふくやま 長柄店オープン
    - 元祖豚丼屋TONTON 住吉店オープン

  - 6月　カルビ丼あらた 大島店オープン（閉店済）
  - 7月
    - 元祖豚丼屋TONTON 足立店オープン
    - 元祖豚丼屋TONTON 岐阜六条店オープン
    - 元祖豚丼屋TONTON 直江津店オープン
    - 元祖豚丼屋TONTON 船場センタービル10号館店オープン

  - 8月
    - 元祖豚丼屋TONTON 久万ノ台店オープン（業態変更）
    - 元祖豚丼屋TONTON 郡山日出山店オープン
    - 元祖豚丼屋TONTON 札幌豊平店オープン

  - 9月
    - 元祖豚丼屋TONTON 富士吉原店オープン
    - 大衆焼肉あらた オープン

  - 10月
    - 元祖豚丼屋TONTON 大分舞鶴店オープン
    - 元祖豚丼屋TONTON 旭川店オープン　

  - 11月
    - 元祖豚丼屋TONTON 四日市駅前店オープン
    - 元祖豚丼屋TONTON 富山大学前店オープン
    - 元祖豚丼屋TONTON 栃木日光店オープン
    - 元祖豚丼屋TONTON 東三国店オープン

  - 12月
    - 食とエンタメフェス ミライイ二2022開催
    - 大衆酒場あげもんや 通天閣店オープン（閉店済）
    - 元祖豚丼屋TONTON 福山店オープン

- 2023年（令和5年）
  - 1月　カルビ丼あらた 久万ノ台店オープン
  - 2月
    - 元祖豚丼屋TONTON 広島宝町店オープン
    - 元祖豚丼屋TONTON 八乙女店オープン
    - カルビ丼あらた 八乙女店オープン
    - 元祖豚丼屋TONTON みつわ台店オープン

  - 3月　元祖豚丼屋TONTON ときわ台店オープン（2024年11月閉店）
  - 4月　元祖豚丼屋TONTON ゾーン戸畑店オープン
  - 5月
    - 元祖豚丼屋TONTON 蒲生四丁目店オープン
    - 元祖豚丼屋TONTON 糸井店オープン
    - 元祖豚丼屋TONTON 朝日町店オープン
    - 元祖豚丼屋TONTON 六本松駅前店オープン
    - 元祖豚丼屋TONTON 堺店オープン
    - 大衆酒場あげもんや 浜寺公園駅前店オープン

  - 6月
    - カルビ丼あらた 足立店オープン
    - 元祖豚丼屋TONTON 和歌山黒田店オープン

  - 7月
    - 元祖豚丼屋TONTON 川口前川店オープン
    - 元祖豚丼屋TONTON 南相馬店オープン
    - 焼肉あらた 南相馬店オープン
    - 元祖豚丼屋TONTON 九産大前店オープン
    - 元祖豚丼屋TONTON 浜寺元町店オープン

  - 8月
    - 元祖豚丼屋TONTON ふじみ野店オープン
    - 元祖豚丼屋TONTON 板宿店オープン
    - 元祖豚丼屋TONTON 九大学研都市店オープン
    - 元祖豚丼屋TONTON50店舗セレモニー実施
    - 元祖豚丼屋TONTON 高知県庁前店オープン

  - 9月
    - 元祖豚丼屋TONTON 桃山台店オープン
    - 元祖豚丼屋TONTON 福島矢野目店オープン

  - 10月
    - 元祖豚丼屋TONTON 甲府中小河原店オープン
    - 元祖豚丼屋TONTON リバーウォーク北九州店オープン

  - 11月　元祖豚丼屋TONTON 仙台長町店オープン
  - 12月
    - 元祖豚丼屋TONTON 岡南店オープン
    - 元祖豚丼屋TONTON 立花店オープン（2024年4月閉店済）
    - 食とエンタメフェス ミライイ二2023開催
    - Bontemps アメリカ村本店オープン
    - 元祖豚丼屋TONTON 飯田橋店オープン

- 2024年（令和6年）
  - 1月　元祖豚丼屋TONTON 山科西金ヶ崎店オープン
  - 2月　元祖豚丼屋TONTON 姫路別所店オープン
  - 3月
    - 元祖豚丼屋TONTON 御徒町店オープン
    - 元祖豚丼屋TONTON 鎌ヶ谷大仏店オープン
    - 元祖豚丼屋TONTON 丸亀店オープン

  - 4月
    - 元祖豚丼屋TONTON 日ノ出町店オープン
    - 元祖豚丼屋TONTON ゆめタウン久留米店オープン
    - 元祖豚丼屋TONTON 新居浜店オープン

  - 6月
    - 元祖豚丼屋TONTON 上福岡店
    - BONTEMPS 中目黒店グランドオープン

- 8月
  - 元祖豚丼屋TONTON 柏店オープン
  - BONTEMPS 静岡伝馬町店オープン
  - BONTEMPS下北沢店オープン

- 9月
  - 元祖豚丼屋TONTON 水道橋店オープン
- 10月
  - 元祖豚丼屋TONTON 君津店オープン
- 11月
  - 元祖豚丼屋TONTON 岡崎店オープン
- 12月
  - BONTEMPS 東京原宿店オープン

## ブランド
大衆酒場あげもんや
家族3世代をターゲットにした居酒屋業態、子供から大人まで楽しめるように設計されたメニュー構成。店内には射的や駄菓子コーナー、綿菓子機やスーパーボール掬いコーナー設置等店内は縁日のような空間を演出。食事は大阪名物串カツや天ぷら、三元豚とんかつ、12種類のから揚げ等揚物の総合デパートと打ち出している。
元祖豚丼屋TONTON
北海道帯広の豚丼を全国にを合言葉に本場の味を忠実に一枚一枚丁寧に塗り焼きし、余分な油を落とした香ばしい豚丼。様々なTVやネット記事に取り上げられる。大食いYouTuberやインフルエンンサーなどが来店しSNSで話題のお店として2023年注目グルメに選ばれる。全国50店舗を達成。
九州屋台博多とんこつラーメン元祖ふくやま
九州博多で修業した店主が生み出す本格博多ラーメン、博多屋台の風情が沸く一杯。
カルビ丼あらた
本格派の焼肉丼が手軽に食べられるを合言葉に、カルビと野菜や果物をふんだんに使用した秘伝のタレで仕上げた一杯。強火で一気に焼き上げ、肉の旨味を閉じ込めて、香ばしさと香りを引き立たせ、噛んだ瞬間に肉汁があふれだすカルビ丼に仕上がる。
BONTEMPS
韓国発祥のドーナツ＆コーヒーブランド。韓国内では有名アーティストや俳優、インフルエンサーなど多くの著名人が来店する有名チェーン店。2023年12月に日本初上陸をしSNSで話題になる。20種類あるドーナツは店内で一から作られている。ボンタンコーヒーや塩クリームコーヒーは日本ではここでしか飲むことができない。

## 閉店ブランド
ブランド一覧
- コプルポチャ
- 日本酒酒場すぎ乃
- 大衆焼肉あらた
- HI CHICKEN
- 手作り弁当まんぷく
- フルーツサワー専門店Fizzy Stand
- お弁当&デリバリー三ツ寺キッチン

## バーチャルクッキング
ブランド一覧
- 浅草てんのや
- カルビ苑
- 本格カレー王様の家
- あげ家三田郎
- どんぶり本舗丼屋
- 浪華うどん味処
- ITALY PASTA パスタハウス
- 銀座サンド
- フルーツサンド三度見
- 肉丼専門店にく男
- MOCHI MOCHI PASTA CRUDA
- KOREAN CHICKEN
- BONDBURG
- スープカリーベジカレー
- 天龍飯
- 江戸前寿司いち政
- オムライスのムライさん
- 純豆腐チョアヨ
- 手作り弁当三ツ寺キッチン
- 東京基地リゾット